# Paul Klüber

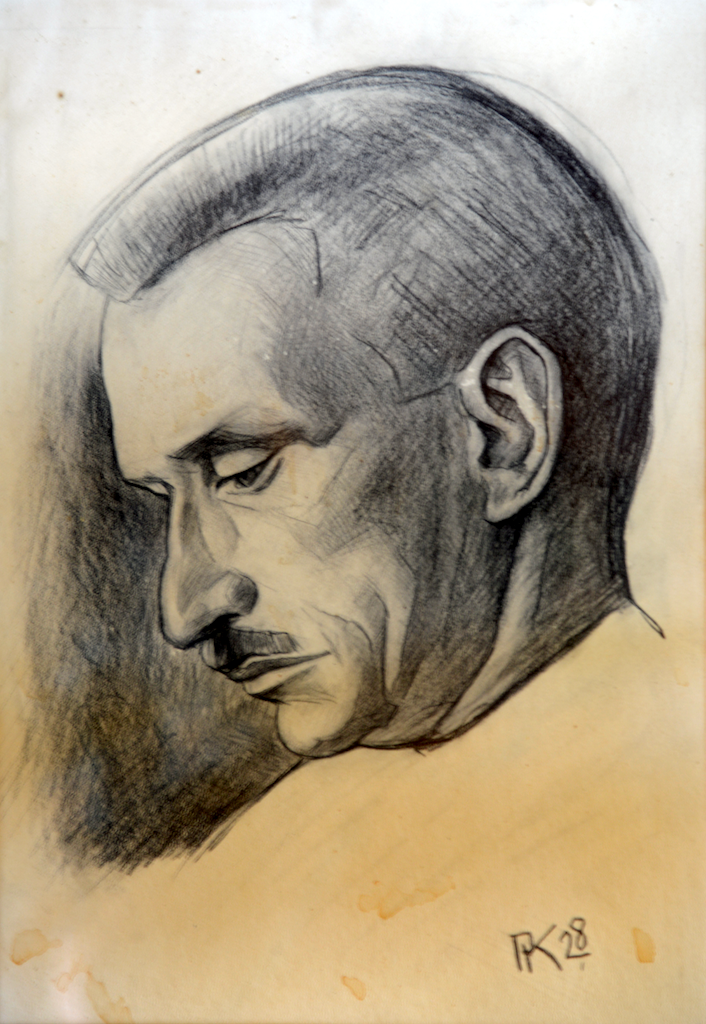
Paul Klüber, Porträt von Ludwig Mayer, Gastwirt zum Adler in Wüstensachsen (1928), Zeichnung, 37 × 26 cm, Privatsammlung

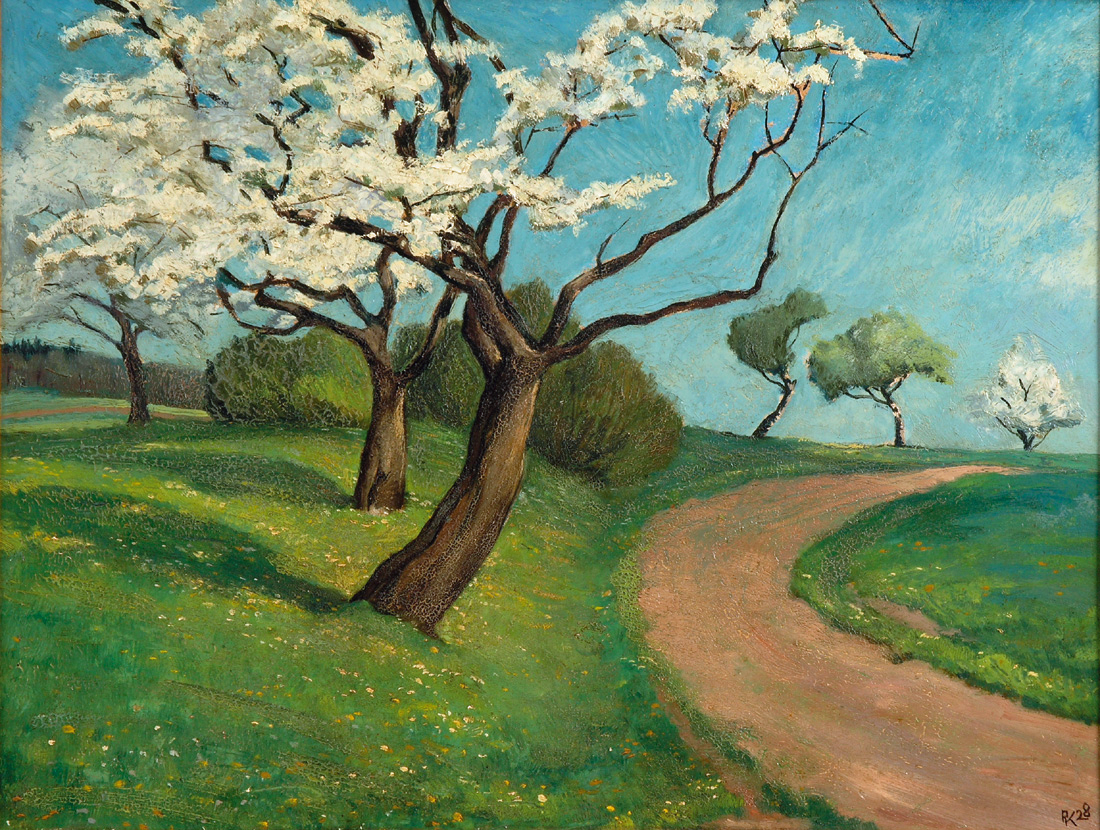
Paul Klüber, Frühling bei Wüstensachsen, Öl auf Pappe, 38×51 cm, 1928

Paul Klüber (* 26. November 1904 in Kleinsassen (Rhön); † 1945) war ein deutscher Maler und einer der bekanntesten Rhönmaler.

## Werk
Paul Klüber malte vorwiegend Motive aus der Rhön, sein Lieblingsmotiv war die Milseburg. Früh entdeckte er sein Talent zur Malerei. Die Techniken eignete er sich weitestgehend selbst an. Dazu meinte er:

„Entweder man hat das Talent, dann braucht man das Studium nicht, oder man hat es nicht, dann nützt der akademische Unterricht auch nichts.“

## Biografie
Am 24. November 1904 wurde Paul Klüber als sechstes und jüngstes Kind einer bürgerlichen alteingesessenen Familie in Kleinsassen geboren. Paul Klüber wuchs in armen Verhältnissen auf und verlor im Alter von 10 Jahren seine Mutter.
1926 erhielt Klüber durch die Vermittlung des Malers Max Schulze-Sölde einen einjährigen Aufenthalt im Hermann-Lietz Landerziehungsheim in Haubinda in Thüringen.
Den Sommer 1928 verbrachte er in der hohen Rhön und malte Landschaften. Er wohnte im Gasthof zum Adler in Wüstensachsen, Verpflegung und Unterkunft bezahlte er mit Bildern. Dies führte zu einem Schankraum voller Bilder Klübers.
1929 erhielt Klüber durch die Vermittlung des Landrats Heinrich Wiechens aus Gersfeld ein Stipendium und konnte ein Jahr an der Kunstakademie in Kassel bei den Professoren Kurt Luthmer und Curt Witte studieren.
1934 konnte er seine Bilder in Jena im Prinzessinnenschlösschen des Jenaer Kunstvereins und 1935 in Fulda ausstellen.
Im Herbst 1944 wurde Klüber zur Wehrmacht eingezogen und schrieb am 9. Februar 1945 seinen letzten Brief von der Ostfront an seine Angehörigen. Seit dem Februar 1945 gilt er als vermisst. Nach der Datenbank des Volksbunds Deutsche Kriegsgräberfürsorge ruht ein Paul Klüber aus Fulda, gefallen im April 1945, auf der Kriegsgräberstätte in Teupitz.